# Vincetoxicum darvasicum
Vincetoxicum darvasicum là một loài thực vật có hoa trong họ La bố ma. Loài này được B. Fedtsch. miêu tả khoa học đầu tiên năm 1913.